# 11853 Рунґе
11853 Рунґе (11853 Runge) — астероїд головного поясу, відкритий 7 вересня 1988 року.
Тіссеранів параметр щодо Юпітера — 3,565.